# Улица Ильюшина (Братислава)
Улица Ильюшина (словац. Iľjušinova ulica) — улица в Братиславе, в квартале Петржалка.

## История названия
Улица Ильюшина появилась в 1990 году, после того как Улицу Туполева разделили на две улицы: улицу Туполева и улицу Ильюшина. Улица носит имя Сергея Владимировича Ильюшина (1894—1977), который, как и Туполев, был советским авиаконструктором.

## Близлежащие улицы
- Улица Туполева
- Улица Марка
- Улице Йирасека